# 春日荘聖マリア幼稚園
春日荘聖マリア幼稚園（かすがそうせいマリアようちえん）は、大阪府豊中市春日町三丁目にある私立幼稚園。設置者は、学校法人善き牧者愛徳の聖母学院。

## 教育方針
同園は、カトリック教会の「善き牧者愛徳の聖母修道会」を母体としているため、カトリックに基づく教育を一貫している。また、教育法はモンテッソーリ教育法によっている。

## 沿革
- 1960年5月16日 - 大阪府に設立認可を提出、許可される。
- 1960年9月10日 - 現在の豊中市春日町に園舎を構え開園する。

## 交通アクセス
- 阪急宝塚本線豊中駅から阪急バス 「千里中央」行き乗車「春日町2丁目」下車徒歩すぐ
- 北大阪急行・大阪モノレール千里中央駅から阪急バス 「豊中」行き乗車「春日町2丁目」下車徒歩すぐ

## 周辺
- 豊中市立野畑小学校
- 豊中市立野畑図書館